# Adela Calderón
Elena Adela Calderón García, más conocida como Adela Calderón (Santiago, 21 de febrero de 1959), es una actriz chilena. 

## Biografía
Nació en el barrio de Avenida Matta.

### Carrera
Sus roles televisivos siempre han sido secundarios, comenzó en Bellas y audaces y A la sombra del ángel ambas de Televisión Nacional de Chile. Luego se dedicó al teatro y a hacer participaciones especiales durante su carrera actoral, uno de sus últimos papeles recordados fueron en Floribella y El señor de La Querencia.
Tras catorce años desde 2006, uno de sus papeles secundarios terminó valorizándose, pues en el capítulo «El Tambor» de Mea culpa interpretó a Verónica Vásquez Puebla, entonces pareja de Hugo Bustamante, quien la asesinó en 2005. Asimismo, cabe destacar que aquel capítulo a día de hoy es el archivo más visto del programa en YouTube, ya que cuenta con más de un millón de visitas.

### Política
En el 2008 fue candidata a concejal por la comuna de Santiago por las elecciones municipales.

### Problemas judiciales
En el 2009 quedó en prisión preventiva tras ser formalizada por tráfico de drogas. Misma medida recayó en el exvocalista de la banda tropical argentina “Garras de Amor”.
Según los antecedentes entregados por el Ministerio Público en la audiencia,  la mujer se dirigió en su automóvil hasta el domicilio del cantante argentino para comprarle droga, transacción que fue observada por efectivos de la Brigada Antinarcóticos de la PDI.

## Televisión
| Teleseries | Teleseries               | Teleseries             | Teleseries |
| Año        | Teleserie                | Rol                    | Canal      |
| ---------- | ------------------------ | ---------------------- | ---------- |
| 1988       | Bellas y audaces         | Natacha Montoya        | TVN        |
| 1989       | A la sombra del ángel    | Luli                   | TVN        |
| 1999       | Los Cárcamo              | Martita Delgado        | Canal 13   |
| 2001       | Pampa Ilusión            | Íris Osorio            | TVN        |
| 2003       | Puertas adentro          | Gladys Cornejo         | TVN        |
| 2006       | Entre medias             | Selva Rojas            | TVN        |
| 2006       | Floribella               | Bárbara “Beba” Möller  | TVN        |
| 2007       | Corazón de María         | Rosario Madariaga      | TVN        |
| 2007       | Alguien te mira          | Carmen Gloria “Yoyita” | TVN        |
| 2007       | Amor por accidente       | Matrioska Cáceres      | TVN        |
| 2008       | El Señor de La Querencia | Carmen Moya            | TVN        |
| 2016       | El Camionero             | Silvana Cid            | TVN        |
| 2021       | La torre de Mabel        | Filomena Pérez         | Canal 13   |

| Programas de televisión | Programas de televisión | Programas de televisión                          | Programas de televisión |
| Año                     | Programa                | Rol                                              | Canal                   |
| ----------------------- | ----------------------- | ------------------------------------------------ | ----------------------- |
| 2005                    | Mea culpa               | Verónica Vásquez Puebla en el capítulo El Tambor | TVN                     |
| 2012                    | Síganme Los Buenos      | Invitada                                         | Vive! Deportes          |
| 2020                    | Juego Contra Fuego      | Participante junto a su hija Olga Ortiz          | Canal 13                |

| Series | Series             | Series | Series |
| Año    | Series y unitarios | Rol    | Canal  |
| ------ | ------------------ | ------ | ------ |
| 2006   | Casado con Hijos   |        | MEGA   |

## Publicidad
- 1986, Arroz con leche  Soprole.